# Jungle Cruise

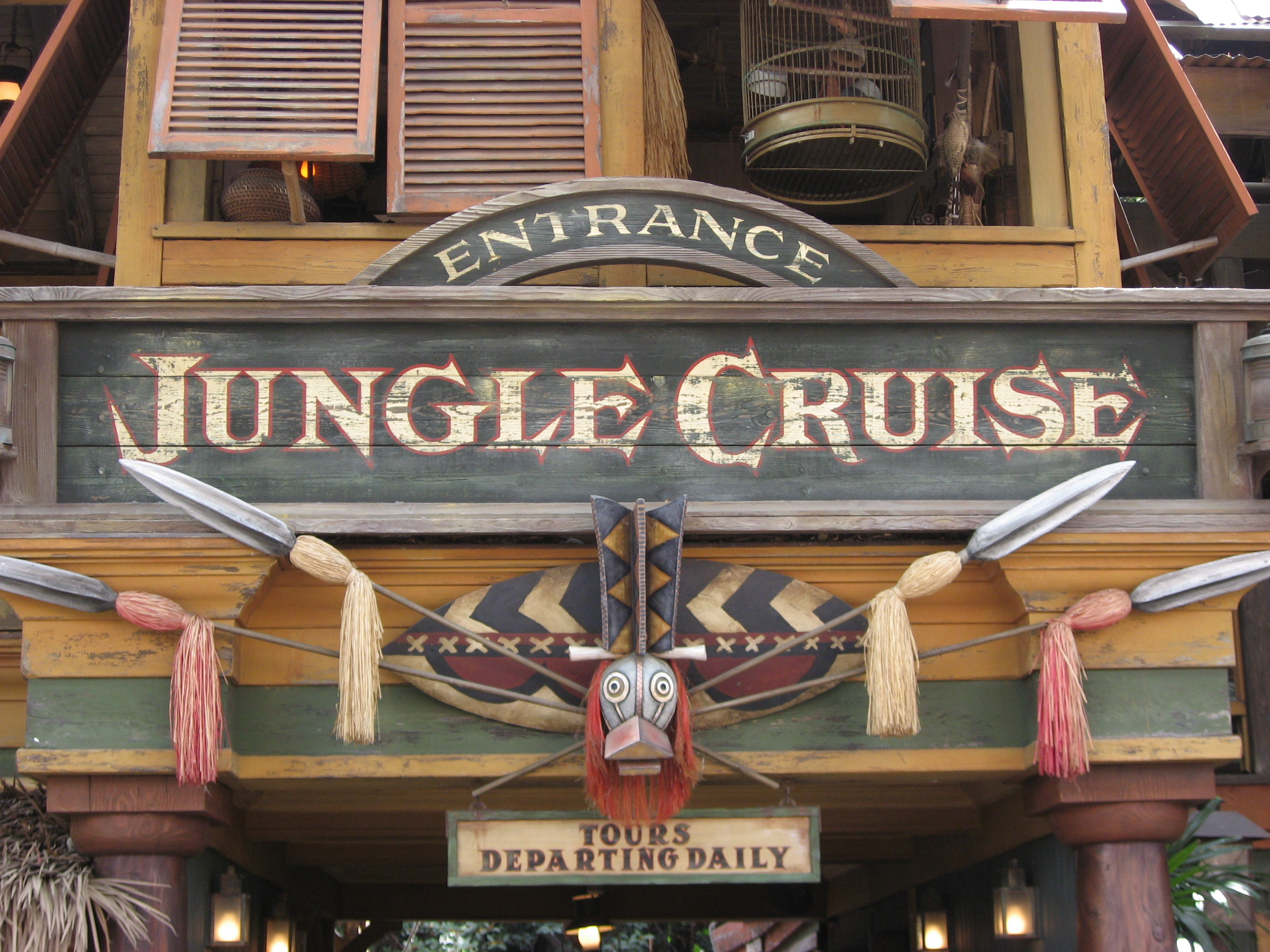
Eingang zur Jungle Cruise in Disneyland

Jungle Cruise (engl. für „Dschungelkreuzfahrt“) ist die Bezeichnung einer Flussbootattraktion in vielen Disney Parks weltweit. Diese findet sich in Disneyland, Magic Kingdom, Tokyo Disneyland und Hong Kong Disneyland, wo sie als „Jungle River Cruise“ bezeichnet wird. Disneyland Paris und Shanghai Disneyland sind die einzigen Disney-Parks im Magic-Kingdom-Stil, in denen die Jungle Cruise nicht aufgeführt ist. 
2021 erschien ein auf der Themenfahrt basierender Film mit dem Titel Jungle Cruise. Dwayne Johnson und Emily Blunt sind in den Hauptrollen zu sehen.